# Western Union (Band)
Larry Schuba & Western Union war eine deutschsprachige Schlager- und Country-Pop-Band aus Berlin und Brandenburg.

## Geschichte
Western Union wurde 1966 als Hobbyband in Berlin-Mariendorf gegründet. 1967 kam Larry Schuba dazu und übernahm die Leitung der Gruppe. Inspiriert wurden sie durch die damaligen Stars der amerikanischen Country-Musik wie Buck Owens, Merle Haggard, Willie Nelson und Johnny Cash, deren Songs sie anfangs als Coverband in amerikanischen und britischen Militärclubs sowie in Jugendheimen und auf Laubenkoloniefesten spielten.
In den 1970er Jahren hatte die Band wöchentliche Auftritte im Berliner Jazzclub Eierschale. Auch in anderen Berliner Musikclubs spielten sie bis 2004. Western Union war in dieser Zeit unter anderem zwei Jahre die Begleitband von Gunter Gabriel.
1981 produzierte Gunter Gabriel Western Unions erste Single bei Hansa Records in Berlin Wer liebt der lebt länger / Versuch es noch einmal mit mir, brach aber während der Aufnahmen für die zweite Single Ich möcht so gerne mal nach Nashville die Produktion ab, die der damalige Produzent der Teens, Norman Ascot, weiterführte. Mit Ich möcht so gerne mal nach Nashville hatte die Band im August 1982 einen Auftritt in der ZDF-Hitparade. 1985 erlitt die Band auf dem Rückweg von einem Konzert in Warschau einen schweren Verkehrsunfall, bei dem vier der Bandmitglieder verletzt wurden und der Bandbus durch Totalschaden unbrauchbar wurde.
1992 wechselte Schuba die komplette Bandbesetzung aus. 1999 nahm die Band das Doppelalbum Country im Frack mit dem Babelsberger Filmorchester auf. Bandleader Schuba entwickelte mit Western Union die Musikshow From Graceland to Las Vegas, die deutsche Schlagershow Die Wirtschaftswunderkinder und eine Weihnachts-Countryshow. 2007 spielte die Band mehrere Konzerte zum 40-jährigen Bühnenjubiläum, im August desselben Jahres erschien das Album Zeitreise.
Im Oktober 2010 löste sich Western Union auf. Ab Januar 2012 gab es Larry Schuba & Western Union in neuer Besetzung, bis Schuba im Juli 2023 starb.

## Konzerte und Erfolge
1984 und 1985 wurde die Band zweimal hintereinander Sieger des bundesdeutschen „Marlboro Countrymusic Wettbewerbs“. Es folgten Konzerte in ganz Europa und mehrfach in den USA. 1989 unternahm Western Union eine 14-tägige ausverkaufte DDR-Tournee und gab als einzige deutsche Country-Band ein Konzert in der Berliner Philharmonie. Ein Livealbum von diesem Konzert erschien beim von Schuba gegründeten Label UNDO Records.
Es folgten Deutschlandtourneen als Vorgruppe von Waylon Jennings und den Bellamy Brothers sowie Konzerte mit den Highwaymen, Hank Williams Jr., den Judds, Ricky Skaggs, George Strait, Kathy Mattea, Mel McDaniel und Moe Bandy, Asleep at the Wheel und Ronnie Milsap.

## Diskografie

### Singles
| Jahr | Titel                                                                            | Plattenfirma   |
| ---- | -------------------------------------------------------------------------------- | -------------- |
| 1981 | Wer liebt der lebt länger / Versuch es noch einmal mit mir                       | Hansa Records  |
| 1982 | Ich möchte so gerne mal nach Nashville / Versuch es noch einmal mit mir          | Hansa Records  |
| 1983 | Auf der Autobahn / Unser Lied im Radio                                           | Hansa Records  |
| 1983 | Gott, ich hoff‘ der Tag wird gut / Kein Anschluß unter dieser Nummer             | Hansa Records  |
| 1983 | Du machst mi wuschig / Silbervogel                                               | Hansa Records  |
| 1984 | Bärenstark / Der liebe Gott muß’n Cowboy sein                                    | Hansa Records  |
| 1985 | Eigentlich brauch ich nur Dich / Bei Dir (mit Liane Simon)                       | Extra Records  |
| 1985 | Transit Cowboy / Highway Driver 59                                               | Extra Records  |
| 1986 | Bi-Ba-Baby / Ich kann lieben, aber zeigen kann ich’s nicht (mit Peter Tschernig) | Extra Records  |
| 1987 | Wer glaubst du, wer du bist? / Wir gehören doch zusammen                         | Extra Records  |
| 1988 | Nach Süden / Ich stell mir vor, Berlin ist Nashville                             | Extra Records  |
| 1989 | Nur ein Kuss / Zwischen Tür und Angel (mit Peter Tschernig)                      | Undo Records   |
| 1989 | Wir beide sind uns nie zuvor begegnet / Was für ein Traum (mit Peter Tschernig)  | Undo Records   |
| 1990 | Baby sag ja / Truckdriver Blues                                                  | Undo Records   |
| 1990 | Thank You USA / Thank You USA (instrumental) (mit Berlin Boys)                   | Undo Records   |
| 1991 | Fräulein / Ein Mann mit Bauch, der tut’s doch auch                               | Virgin Records |
| 1992 | Danke / An meinen Nächsten                                                       | Undo Records   |
| 1992 | Gott sei Dank ist endlich wieder Sommer / Freitagabendteufel                     | Undo Records   |
| 1992 | L.I.E.B.E. (L für lebenslänglich) / Du, das mag ich                              | Undo Records   |

### Alben
- 1981: Countrymusic (Hansa Records),
- 1982: Live im Sudhaus Berlin (Hansa Records) Gast: Peter Petrel
- 1984: Barrooms, Bedrooms and bad bad Boys (Extra Records)
- 1989: Live in der Philharmonie Berlin (Undo Records)
- 1990: Räder (Undo Records)
- 1990: Greatest Hits Live (Undo Records), Live-Album
- 1992: Eigne Wege Gehn (Undo Records)
- 1995: Hitverächtlich (Undo Records)
- 1995: Endloser Sommer (Undo Records)
- 1996: Countrymusicfieber (Undo Records)
- 1994: Bunte Tränen (Undo Records)
- 1998: Ewig Auf und Ab (Undo Records)
- 1999: Country im Frack (Undo Records)
- 2002: Country Diamonds (Country Classic Circus) (Undo Records)
- 2002: Sex-A-Billy (Undo Records), Live-Doppelalbum
- 2002: Meer der Ruhe (Undo Records)
- 2005: Willkommen im Leben (Undo Records)
- 2007: Zeitreise (Undo Records)
- 2008: Seelenwanderung (Undo Records)
- 2008: Das große Wunschkonzert Live by request (Undo Records)

### Sampler
- 1993: Auf der Autobahn (Undo Records)
- 1989: Collection 83 – 89 (Undo Records)
- 1995: Die großen Single Hits (Undo Records)
- 1995: Freitagabendteufel (Undo Records)
- 1997: Country- & Truckerhits (BGM/Ariola)
- 2004: Das Lied allein für Dich (Undo Records)
- 2007: Die fetzigen Partyhits (Undo Records)

## Auszeichnungen
- 1992: GACMF – „Band des Jahres“ – Western Union
- 1992: GACMF – „Song des Jahres DANKE“ – Larry Schuba & Western Union
- 2003: Country Circle – „Band des Jahres“ – Western Union